# Aphelidesmus taurinus
Aphelidesmus taurinus är en mångfotingart som beskrevs av Loomis 1964. Aphelidesmus taurinus ingår i släktet Aphelidesmus och familjen Aphelidesmidae. Inga underarter finns listade i Catalogue of Life.